# Usijanje
Usijanje (eng. White Heat) je kriminalistički film  Raoula Walsha iz 1949. s  Jamesom Cagneyjem,  Edmondom O'Brienom,  Virginijom Mayo, Margaret Wycherly i  Steveom Cochranom u glavnim ulogama. Smatra se jednim od najboljih gangsterskih filmova i klasikom film noira.

## Radnja
Cody Jarrett (Cagney) je okrutni, poremećeni kriminalac odgovoran za dvije krvave pljačke. Privržen je svojoj jednako zloj majci, 'Mami' Jarrett (Wycherly). Nakon što dobiva jedan od svojih napadaja glavobolje, ona mu daje piće, sa zdravicom "Na vrh svijeta". Kako ga je policija stegnula obruč oko njega, on priznaje jedan manji zločin te je osuđen na tri godine zatvora.
'Big Ed' Somers (Cochran), Codyjeva ambiciozna desna ruka, ima planove u vezi Codyjeve bande i njegove nevjerne žene Verne (Mayo), pa unajmljuje prevaranta, Roya Parkera (Paul Guilfoyle) da ga ubije. U zatvoru, Parker dogovara da teški stroj padne na Jarretta, ali ga njegov cimer Vic (O'Brien) gurne i sačuva mu život. Posjećuje ga Mama i kaže mu da će ona osobno srediti 'Big Eda'. Na to je Cody pokuša odgovoriti, ali ne uspijeva. Počinje se brinuti i planira bijeg. Na dan bijega, saznaje da je ona mrtva (s leđa ju je ubila Verna kad se suprotstavila Big Edu, ali to nije došlo do Codyja), nakon čega ga hvata napadaj usred kantine.
Kad je Cody pobjegao, uzima Vica i Roya sa sobom, prisiljavajući Roya da uđe u cisternu kojom bježe. Kasnije, nakon što Roy prigovori "Zagušljivo je, trebam zraka", Cody mu odvraća "Zagušljivo, ha? Dat ću ti ja malo zraka." i "napravi" malo rupa pucajući svojim pištoljem po cisterni.
Konačno vani, Cody pozove Vica da se pridruži bandi u znak zahvalnosti. Nakon što je otpremio Big Eda na drugi svijet, počinje planirati novu pljačku. Banda planira opljačkati plaće kemijskog poduzeća, ali ih policija okružuje jer ih je Vic otkucao, koji je zapravo federalni doušnik na tajnom zadatku. Cody se ljestvama popne na vrh gigantskog rezervoara. Nakon što ga pogađa policijski snajperist, počinje pucati po rezervoaru, vičući "Uspio sam, mama! Na vrhu sam svijeta!" prije spektakularne eksplozije.

## Inspiracija
Lik Codyja Jarretta temeljen je na  njujorškom ubojici Francisu Crowleyju, koji se u proljeće 1931. sukobio s policijom u 19. godini. Kad su ga pogubili, 21. siječnja 1932., zadnje riječi su mu bile: "Recite mami da je volim."

## Kritike
Kritike su bile pozitivne, a film se danas smatra klasikom. Tim Dirk stranici Greatfilms.org piše kako je film možda poslužio kao inspiracija za mnoge druge uspješne filmove:
"Ovaj klasični film inspirirao je niz filmova s početka pedesetih (npr. filmove  Johna Hustona iz 1950., Džungla na asfaltu, i  Stanleyja Kubricka iz 1956., Pljačka), naglasio poludokumentarni stil filmova iz tog perioda te je sadržavao elemente film noira, kao što je crno-bijela fotografija, lik fatalne žene i poremećenog gangstera."

## Nagrade
Film je bio nominiran za Oscara u kategoriji najboljeg scenarija te za najbolji film na dodjeli nagrada Edgar.

## Vanjske poveznice
- Usijanje u internetskoj bazi filmova IMDb-a
- Greatest Films Web Site
- Recenzije na Rotten Tomatoes
- Francis Crowley  Arhivirana inačica izvorne stranice od 7. lipnja 2007. (Wayback Machine) at *The Internet Crime library  Arhivirana inačica izvorne stranice od 8. srpnja 2013. (Wayback Machine)
- Edmond O'Brien  Arhivirana inačica izvorne stranice od 6. kolovoza 2018. (Wayback Machine)
- Filmovi Raoula Walsha  Arhivirana inačica izvorne stranice od 13. siječnja 2007. (Wayback Machine)